# Blues Image
Blues Image est un groupe américain de hard rock, originaire de Tampa, en Floride. Leur succès le plus connu est Ride Captain Ride.

## Historique
Blues Image est formé à Tampa, en Floride, en 1966 par le chanteur et guitariste Mike Pinera, le chanteur et batteur Manuel « Manny » Bertematti, le chanteur et percussionniste Joe Lala, le claviériste Emilio Garcia, et le bassiste Malcolm Jones. Ils sont rejoints par Frank « Skip » Konte alors qu'Emilio Garcia part du groupe pour devenir pilote. Blues Image part se délocaliser à Miami en 1968, où ils élisent domicile chez un promoteur/club appelé Thee Image. Blues Image devient un house band dans leur club, qui fait aussi notamment participer Cream, Grateful Dead, et Blood, Sweat and Tears.
Le groupe part ensuite pour Los Angeles et signe avec Atco Records, publiant un premier album, éponyme, en février 1969. Leur deuxième album, Open (avril 1970), comprend le hit populaire Ride Captain Ride. Avec Kent Henry à la guitare solo, et Pinera en solo à la fin, le morceau est composé par Pinera et Konte. Le vinyle se vend à un million d'exemplaires et est certifié dique d'or) par la RIAA en août 1970. Il s'agit du seul hit des Blues Image, ce qui fait de ce groupe un one-hit wonder.
Pinera quitte le groupe pour se joindre à Iron Butterfly à la fin 1969, pendant les sessions d'enregistrement pour Open, et est remplacé par le chanteur Denny Correll et le guitariste Kent Henry. Le groupe se sépare peu de temps après la sortie de son troisième album, Red White and Blues Image, en mai 1970.

## Post-séparation
Les nombreux membres des Blues Image se dispersent chacun dans d'autres groupes de rock. Bertematti joue plus tard au sein du New Cactus Band et tourne avec Iron Butterfly, Chi Coltrane, et Bobby Womack. Pinera joue aussi avec Iron Butterfly, le New Cactus Band, Ramatam, et Alice Cooper. Konte se joint à Three Dog Night, et Lala au sein de Crosby, Stills, Nash and Young. Joe Lala succombe à des complications liées à un cancer du poumon le 18 mars 2014, à l'âge de 66 ans.

## Membres
- Malcolm Jones - basse[2] (1966-1970)
- Joe Lala - batterie, percussions[2] (1966-1970)
- Mike Pinera - guitare[2] (1966-1970)
- Manuel Bertematti - batterie (1966-1970)
- Emilio Garcia - claviers (1966-1967)
- Frank « Skip » Konte - claviers (1967-1970)
- Denny Correll - chant (1970)
- Kent Henry - guitare (1970)
- Bill Britton - guitare (1967-1969)

## Discographie

### Albums studio
- 1969 : Blues Image
- 1970 : Open
- 1970 : Red White and Blues Image

### Singles
- 1969 : Lay Your Sweet Love on Me
- 1970 : Ride Captain Ride
- 1970 : Gas Lamps and Clay
- 1971 : Rise Up